# Марселіно Перес
Марселіно Перес (ісп. Marcelino Pérez, нар. 13 серпня 1955, Сабадель) — іспанський футболіст, що грав на позиції захисника.
Виступав, зокрема, за «Атлетіко», з яким став чемпіоном і володарем Кубка Іспанії, а також переможцем Міжконтинентального кубка, а також національну збірну Іспанії, з якою поїхав на чемпіонат світу 1976 року.

## Клубна кар'єра
Марселіно Перес почав кар'єру в клубі його рідного міста «Хімнастіко Меркантіль». Звідти він перейшов у професіональну команду «Сабадель». З 1972 року Перес став виступати за перший склад клубу. Там він провів 2 сезони, провівши 54 матчі у Сегунді.
У вищому дивізіоні дебютував 1974 року виступами за команду «Атлетіко» (Мадрид), в якій провів десять сезонів, взявши участь у 190 матчах чемпіонату. Всього за столичний клуб Марселіно виступав 10 сезонів, зігравши 253 матчі і забивши 4 голи, з яких 190 матчів і 3 голи в чемпіонаті, 42 матчі і 1 гол в Кубку Іспанії і 21 зустріч захисник провів на міжнародному рівні.
Згодом протягом 1984—1986 років захищав кольори клубів «Конкенсе» та «Саламанка», а завершив ігрову кар'єру у команді «Льєйда», за яку виступав протягом 1987—1988 років.

## Виступи за збірну
26 жовтня 1977 року дебютував в офіційних матчах у складі національної збірної Іспанії в матчі відбору на чемпіонат світу 1978 року з Румунією, в якому його команда перемогла 2:0.
У складі збірної був учасником чемпіонату світу 1978 року в Аргентині, зігравши у всіх трьох матчах, але його команда не подолала груповий етап.
Останній матч захисник провів також з Румунією 4 квітня 1979 року (2:2), цього разу в рамках відбору на Євро-1980. Загалом протягом кар'єри у національній команді, яка тривала 3 роки, провів у її формі 13 матчів.

## Тренерська кар'єра
Завершивши кар'єру футболіста, Перес став тренером. Він був асистентом Хосе Антоніо Камачо в «Райо Вальєкано» і «Севільї». Потім самостійно тренував «Кадіс» з Сегунди і клуби третього дивізіону — «Карабанчель» і «Талаверу». 
У 2000 році Марселіно був помічником Фернандо Самбрано в мадридському «Атлетіко».
Останнім місцем тренерської роботи став аматорський клуб «Томельйосо», який Марселіно очолював з червня по жовтень 2011 року.

## Титули і досягнення
- Чемпіон Іспанії (1):

«Атлетіко»: 1976/77
- Володар Кубка Іспанії (1):

«Атлетіко»: 1975/76
- Володар Міжконтинентального кубка (1):

«Атлетіко»: 1974